# Haworthia minor
Haworthia minor är en grästrädsväxtart som först beskrevs av William Aiton, och fick sitt nu gällande namn av Henri Auguste Duval. Haworthia minor ingår i släktet Haworthia och familjen grästrädsväxter. Inga underarter finns listade i Catalogue of Life.